# Arquivo Público Municipal de Caetité
O Arquivo Público Municipal de Caetité (APMC) é o órgão brasileiro responsável pela preservação e manutenção do acervo histórico e documental da cidade baiana de Caetité. Foi criado em 1995 e é vinculado ao Sistema Estadual de Arquivos Públicos do Arquivo Público da Bahia. Está sediado no centro da cidade, à praça Dr. Deocleciano Teixeira, mais precisamente na antiga Casa da Câmara e Cadeia de Caetité, imóvel tombado pelo Instituto do Patrimônio Artístico e Cultural da Bahia (IPAC).

## Histórico
A criação do Arquivo Público Municipal de Caetité remonta ao ano de 1995 por iniciativa de professores da UNEB, que apresentaram à Gerência de Arquivos Municipais do Arquivo Público da Bahia (APB), em março de 1996, um projeto de criação de um arquivo público para a cidade de Caetité. Posteriormente, em 19 de abril de 1996, foi convocada uma reunião na Câmara de Vereadores de Caetité, com a finalidade de discutir os termos de um convênio de parceria envolvendo a Prefeitura Municipal, o APB e a UNEB. Nessa reunião, foram estabelecidos os primeiros encaminhamentos relativos à formalização do convênio, implantação do Arquivo e sua incorporação ao Sistema Estadual de Arquivos, possibilitando a Caetité tornar-se um dos 20 primeiros municípios baianos a adotar política pública de guarda e preservação de acervos. A inauguração do Arquivo ocorreu em 21 de fevereiro de 1997, com a realização de uma palestra sobre o significado da História Regional para a reconstituição da história do Brasil. Com a presença da comunidade local, participação de autoridades do município e representantes da UNEB, fundou-se, naquela data, o Arquivo Público Municipal, marco significativo, diante da singular importância daquela cidade do alto sertão para a história da Bahia entre os séculos XVIII e XIX.[carece de fontes?]

## Edifício-sede

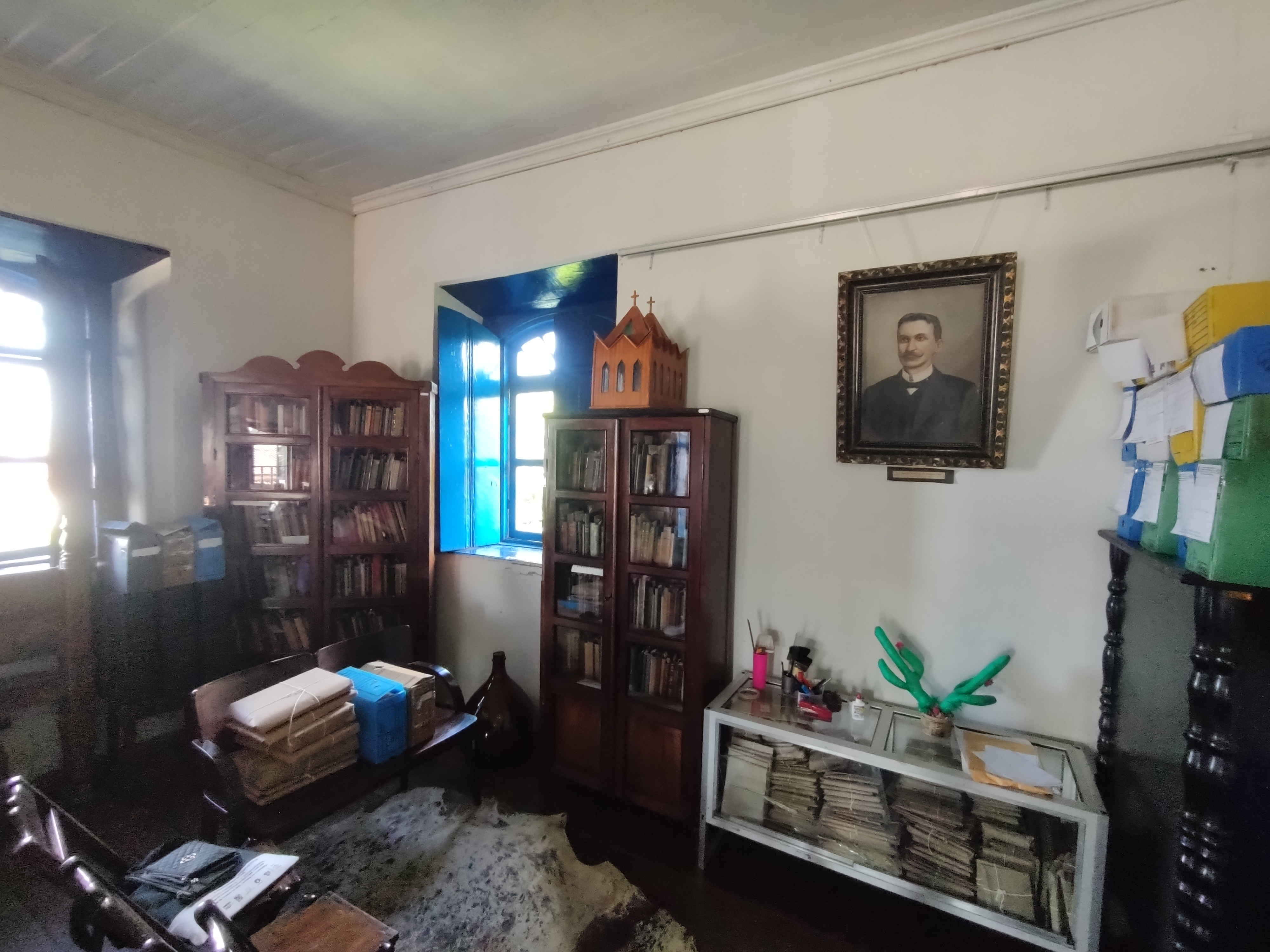
O interior do edifício

Com a fundação em 1810 da Vila Nova do Príncipe e Santana do Caetité, foi de logo erguido um pelourinho ao lado da igreja matriz e, provisoriamente, foi nas suas proximidades instalada a Câmara de Vereadores; dois anos depois o juiz insta a vereança em conseguir um local mais adequado pois aquele em que se instalara demandaria a desapropriação de casas vizinhas.
Assim, no então denominado "Largo do Severino", foi decidido que seria erguido o prédio que viria a servir de centro administrativo da vila; ali funcionou, além da câmara e comarca, também a sede do executivo até que em 1891 foi autorizada a aquisição de prédio para a prefeitura; a Câmara de Vereadores, entretanto, continuou a ali ter sua sede até o ano de 1978.
Após a abertura do processo de tombamento nº 003/1981, o imóvel foi tombado estadualmente pelo decreto de Nº 28.398/81, de 10 de novembro daquele ano.
Em 2007 o IPAC registrou a situação do imóvel como bem conservado; assinalou que as instalações originais sofreram modificações para a instalação de banheiros e a reabertura das fachadas como na configuração original, com instalação de esquadrias com desenho moderno.

## Estrutura e funcionamento
A antiga “Casa de Câmara e Cadeia”, uma edificação do século XIX e restaurada pelo Instituto do Patrimônio Artístico e Cultural – IPAC, abriga os acervos do Arquivo Público Municipal de Caetité, desde o ano de 1996. Essa edificação imponente situa-se na parte mais baixa do centro da cidade, ao lado dos prédios da Casa Natal de Anísio Teixeira, da Prefeitura Municipal, dos Correios e próxima à Praça da Catedral, centro dinâmico da política e da cultura do município, em que se realizam as festividades de comemoração do 2 de Julho (independência da Bahia), do 7 de Setembro (independência do Brasil), da padroeira do município (N. Sra. de Santana), shows e demais espetáculos. Nesse entorno, ainda há antigas residências com “muitos e grandes quintais e chácaras”, edificação comum às casas urbanas dos sertões baianos. Vários desses casarões servem de moradia aos herdeiros de antigas famílias, e por eles são preservados, mas há muito a ser feito para que se mantenha preservado o vasto casario antigo da cidade de Caetité, que ainda hoje encanta os seus moradores mais antigos, as novas gerações e seus visitantes.[carece de fontes?]

## Acervo

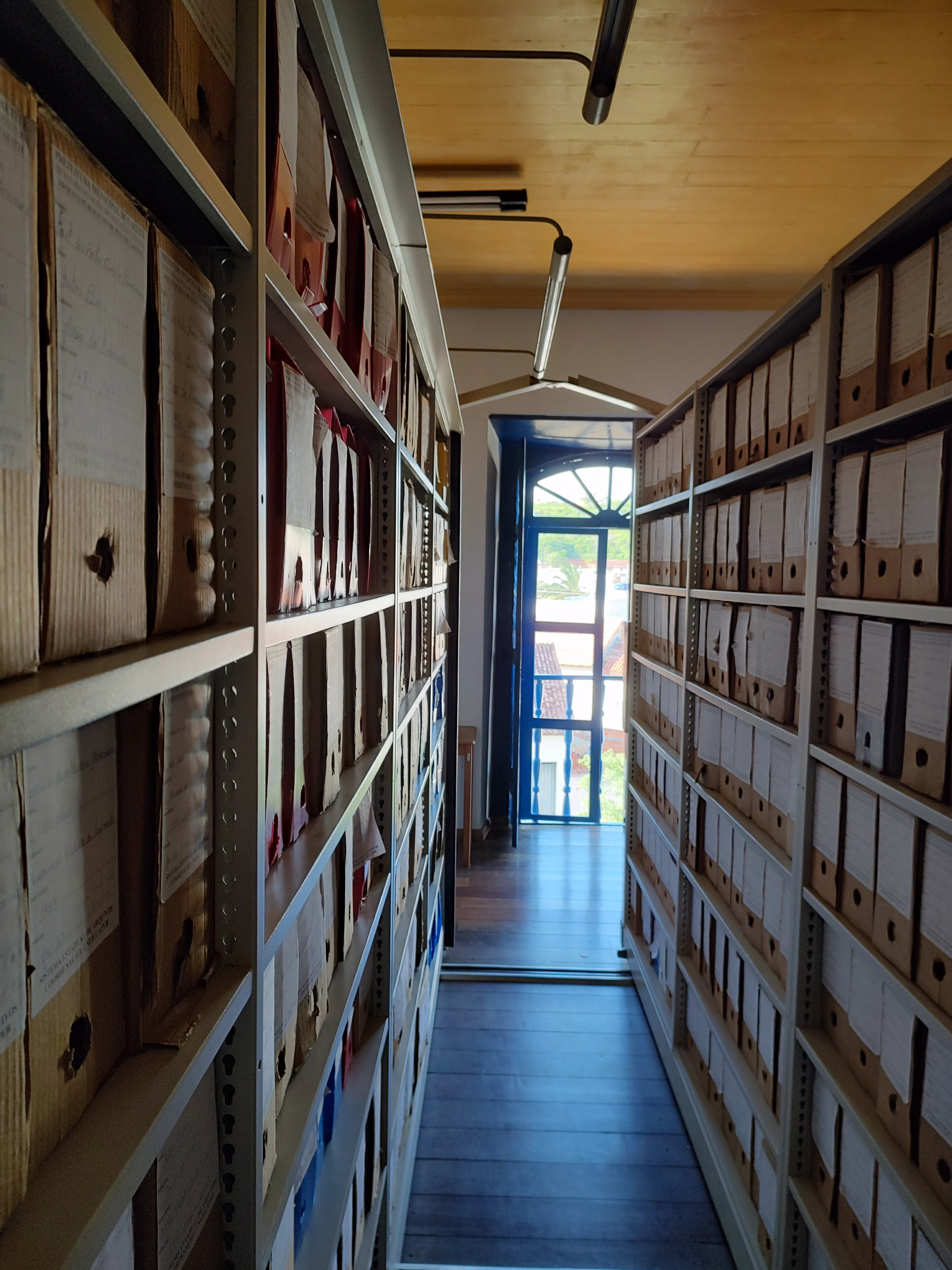
Estantes do acervo no primeiro andar da sede do APMC

Os acervos de documentos textuais e iconográficos do Arquivo Municipal de Caetité, com 500 metros lineares, remontam ao ano de 1808. Abertos à consulta pública, são acessados por pesquisadores, visitantes, a população local e grupos de estudantes. Compõem-se de documentos textuais legislativos (1808-1980); judiciários dos cartórios do cível e do crime (1847-1990, da sede e distritais, com programa de recolhimento); executivo (1810-2008, com programa de recolhimento); acervo iconográfico que permite reconstituir uma história social de famílias (quase 2.500 álbuns, fotografias e expressiva coleção de cartões postais, 1845-1972); jornais (1897-2002, digitalizados e disponíveis à consulta e impressão): “A Penna”, “O Arrebol”, “O Caetité”, “Lux”, “O Dever”, “Evolução”, “A Voz da Pátria”, “O Lápis”, “Do Commercio”, dentre outros; documentos textuais da Rede Ferroviária Federal (1981-1996). A sua preservação possibilita o acesso à pesquisa em documentos originais que registram parte significativa da memória e história dessa rica região dos sertões baianos.[carece de fontes?]